# Etxekoandere
Etxeko andere est le mot basque désignant la « maîtresse de maison ». Autour de la figure centrale de la déesse mère Mari, l'existence de figures féminines puissantes dans les légendes basques (laminak, Belagile, Sorsain et Sorgin, des « sorcières »), constitueraient des survivances d'une ancienne religion. Etxeko andere est la figure centrale de la maison, égale en droit à l'homme et souvent plus instruite que lui. Elle tient une place de choix dans la culture basque et c'est elle qui gérait la maison et s'occupait de l'éducation de ses enfants. Elle est très respectée et l'on s'adressait à elle par le vouvoiement. C'est elle qui s'occupait d'allumer le feu et donc de réchauffer et d'éclairer le foyer. Selon Jose Miguel Barandiaran, Etxeko andere serait le « principal ministre » de ce culte domestique. Ce côté lyrique, romanesque ou romantique relie l'etxekoandere à un système de représentations qui puise ses sources dans la mythologie basque,. 

## Étymologie
Etxeko andere, etxekoandre, etxekoandere, andereño signifie « maîtresse de maison » en basque, équivalent à la femme au foyer (etxekoandrea). Des mots etxe (« maison (basque) »), ko (« de ») et andere (« maîtresse »). Le suffixe a désigne l'article : etxeko anderea se traduit donc par « la maîtresse de maison ». Dans la mythologie basque ou le dictionnaire, ce mot est le plus souvent attaché même s'il est composé de deux mots distincts. Le suffixe ko suivant etxe désigne le lieu, l'endroit (qui lui est attaché).

## Description

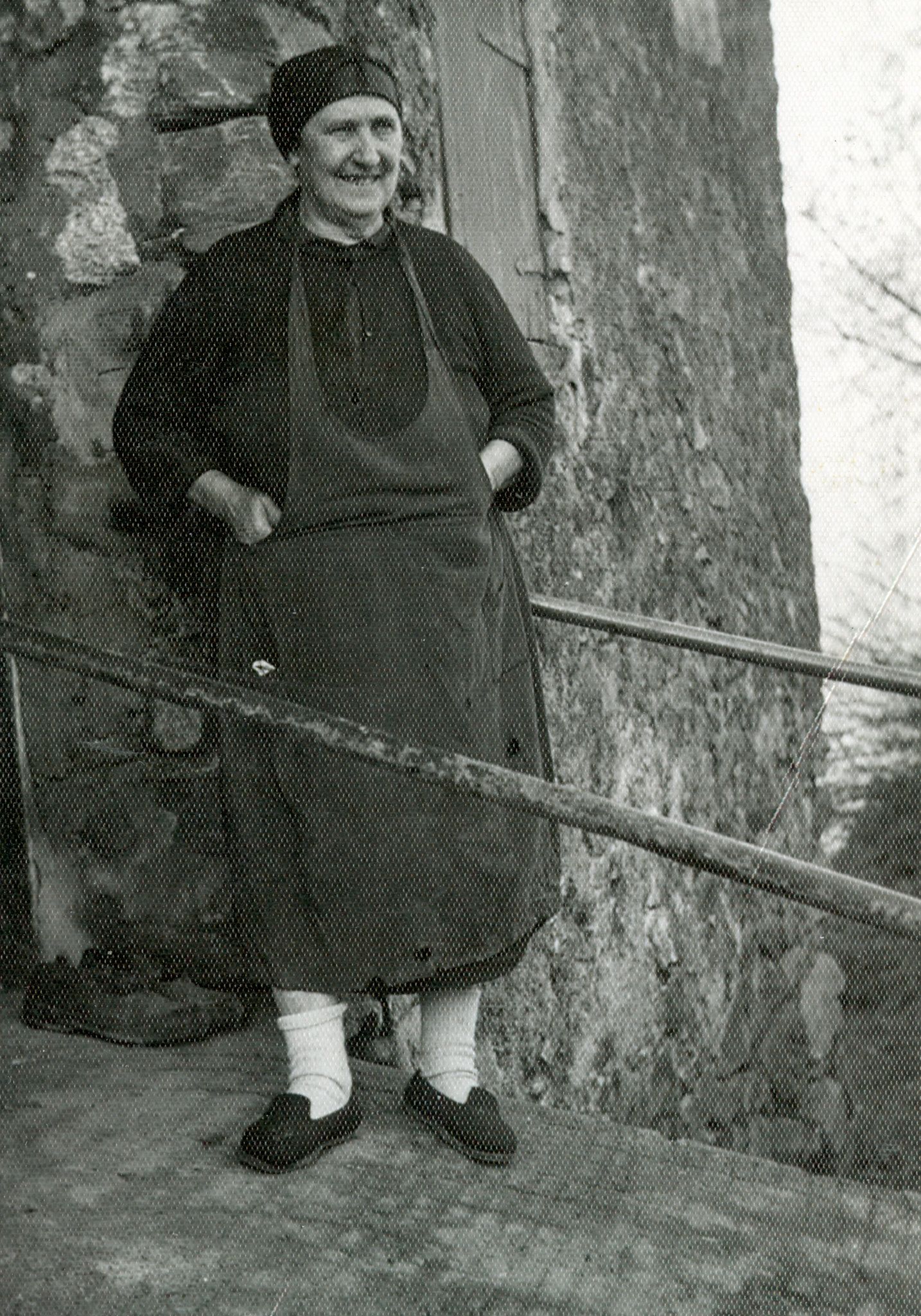
Etxekoandrea (1971)

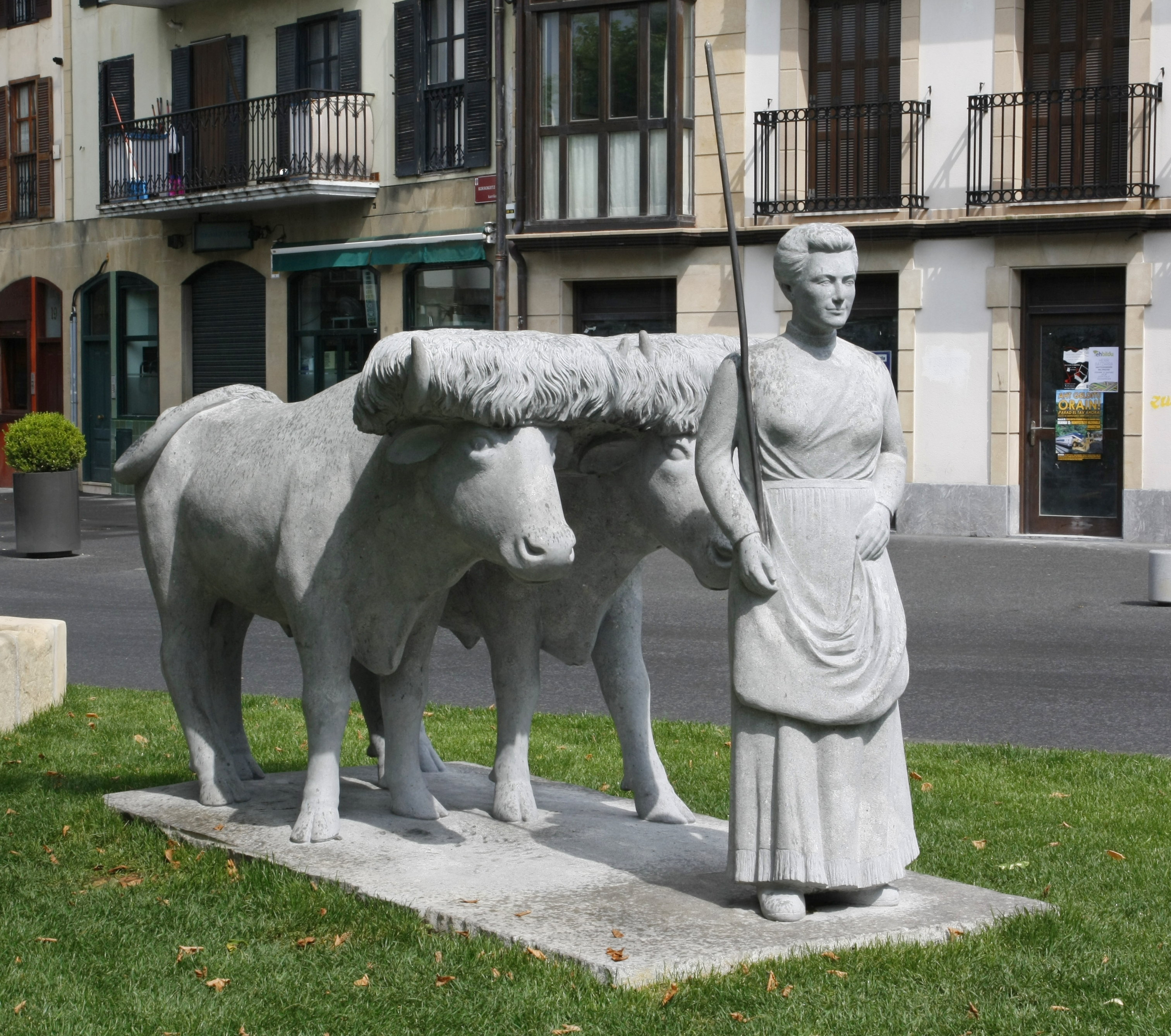
Sculpture de Etxekoandre sur la place d'Urdanibia, à Irun.

Etxeko andere est le ministre principal du culte domestique. En effet, elle met en œuvre certains actes liés aux cultes. Ainsi, elle offre lumière et nourriture aux défunts de sa maison, elle bénit les membres de sa famille une fois l'an, elle enseigne à tous l'exigence de se maintenir en rapport avec les âmes des ancêtres, de même elle enseigne le respect des ainés, elle indique ce qui est bien et ce qui est mal selon la loi de Dieu et l'exemple du Christ, elle veille à l'accomplissement des obligations imposées par le voisinage. Elle représente la maison au jarleku de l'église paroissiale, de même à la sépulture. Elle préside aux actes et cérémonies de caractère sacré qui se déroulent en ces lieux à diverses occasions.
On ne peut guère en douter, tout cela a dû contribuer à élever le niveau de prise en compte et de considération dans lequel est tenue la femme. C'est ainsi que dans de nombreux cas elle fut instituée héritière de la maison, de préférence à ses frères.

### Condition de l'Etxekoandrea
En ce qui concerne la condition de la femme, dans les temps où le Pays basque gérait sa vie propre, il faut signaler que lors de l'élection de l'héritier on retenait l'ordre de la naissance. Le premier-né, qu'il soit garçon ou fille, était celui qui succédait aux parents dans la gestion de la maison. Ces derniers pouvaient ne pas s'en tenir à la règle. On a donc ici une situation contraire à celle d'autres pays d'Europe, où des privilèges du droit féodal en accord avec le droit germanique octroyaient ce droit d'héritage aux seuls mâles.
Barandiaran rappelle également la coutume du droit d'aînesse intégral, qui offre la possibilité à une fille d'hériter des biens et du nom, il défend l'existence d'une condition féminine inédite dans la société basque. Selon Eloïse Durand « l'hypothèse d'un traitement des sexes égalitaire dans la société basque relève d'une idéalisation largement discutée par l'anthropologie féministe basque, mais qui marque les représentations culturelles. »

### Etxekoanderen baratza
Etxekoanderen baratza désigne « le jardin des maîtresses de maison », des mots etxekoanderen (« des maîtresses de maison ») et baratza (« le jardin »). En Basse-Navarre, on distingue sous ce nom une parcelle de terre contigüe au mur de la maison. On y cultive des fleurs et rien d'autre. C'est là que l'on enterre, entre les tuiles, les cadavres des enfants de la maison morts sans avoir été baptisés.